# Leichtathletik-Europameisterschaften 1994/Hochsprung der Frauen

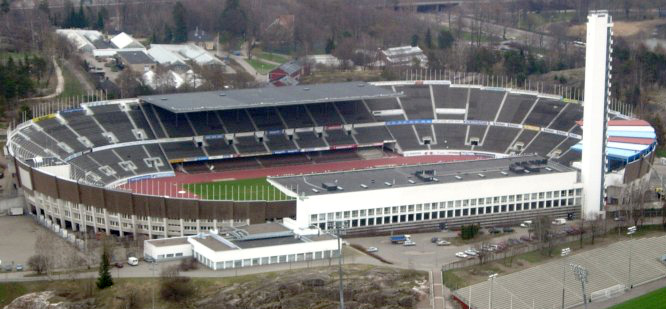
Das Olympiastadion von Helsinki im Jahr 2005

Der Hochsprung der Frauen bei den Leichtathletik-Europameisterschaften 1994 wurde am 12. und 14. August 1994 im Olympiastadion der finnischen Hauptstadt Helsinki ausgetragen.
Europameisterin wurde die Slowenin Britta Bilač. Rang zwei belegte die Russin Jelena Guljajewa. Die Litauerin Nelė Žilinskienė errang die Bronzemedaille.

## Bestehende Rekorde
| Weltrekord           | 2,09 m | Stefka Kostadinowa | Rom, Italien           | 30. August 1987   |
| Europarekord         | 2,09 m | Stefka Kostadinowa | Rom, Italien           | 30. August 1987   |
| Meisterschaftsrekord | 2,02 m | Ulrike Meyfarth    | EM Athen, Griechenland | 8. September 1982 |

Der seit 1982 bestehende EM-Rekord wurde bei diesen Europameisterschaften nicht erreicht. Die größte Höhe erzielte die slowenische Europameisterin Britta Bilač im Finale mit 2,00 m im ersten Versuch, womit sie zwei Zentimeter unter dem Rekord blieb. Zum Welt- und Europarekord fehlten ihr neun Zentimeter.

## Legende
Kurze Übersicht zur Bedeutung der Symbolik – so üblicherweise auch in sonstigen Veröffentlichungen verwendet:
| NM  | keine Höhe (no mark)  |
| ogV | ohne gültigen Versuch |
| –   | verzichtet            |
| o   | übersprungen          |
| x   | ungültig              |

## Qualifikation
12. August 1994
35 Wettbewerberinnen traten in zwei Gruppen zur Qualifikationsrunde an. Acht von ihnen (hellblau unterlegt) übertrafen die Qualifikationsweite für den direkten Finaleinzug von 1,92 m. Damit war die Mindestzahl von zwölf Finalteilnehmerinnen nicht erreicht. Das Finalfeld wurde mit den vier nächstplatzierten Sportlerinnen (hellgrün unterlegt) auf zwölf Springerinnen aufgefüllt. Dabei kam die Fehlversuchsregel zur Anwendung, was dazu führte, dass fünf Athletinnen mit übersprungenen 1,90 m nicht für das Finale qualifiziert waren.

### Gruppe A
| Platz | Name                | Nation         | Höhe (m) |
| ----- | ------------------- | -------------- | -------- |
| 1     | Britta Bilač        | Slowenien      | 1,92     |
| 2     | Heike Henkel        | Deutschland    | 1,92     |
| 3     | Inha Babakowa       | Ukraine        | 1,92     |
| 4     | Jelena Guljajewa    | Russland       | 1,92     |
| 5     | Zuzana Kováciková   | Tschechien     | 1,90     |
| 6     | Katarzyna Majchrzak | Polen          | 1,90     |
| 7     | Olga Bolșova        | Moldau         | 1,90     |
| 8     | Jewgenija Zdanowa   | Russland       | 1,90     |
| 9     | Eleonora Milusheva  | Bulgarien      | 1,88     |
| 10    | Monica Iagăr        | Rumänien       | 1,85     |
| 10    | Julia Bennett       | Großbritannien | 1,85     |
| 10    | Sandrine Fricot     | Frankreich     | 1,85     |
| 13    | Valentina Gotovska  | Lettland       | 1,85     |
| 14    | Pia Zinck           | Dänemark       | 1,85     |
| 15    | Hanne Andersen      | Norwegen       | 1,80     |
| 15    | Claudia Ellinger    | Schweiz        | 1,80     |
| 17    | Tatyana Khramova    | Belarus        | 1,80     |
| NM    | Lenka Riháková      | Slowakei       | ogV      |

### Gruppe B
| Platz | Name                     | Nation         | Höhe (m) |
| ----- | ------------------------ | -------------- | -------- |
| 1     | Tazzjana Scheutschyk     | Belarus        | 1,92     |
| 2     | Nelė Žilinskienė         | Litauen        | 1,92     |
| 3     | Jelena Toptschina        | Russland       | 1,92     |
| 4     | Swetlana Issaewa-Lessewa | Bulgarien      | 1,92     |
| 5     | Heike Balck              | Deutschland    | 1,90     |
| 5     | Hanne Haugland           | Norwegen       | 1,90     |
| 5     | Sigrid Kirchmann         | Österreich     | 1,90     |
| 8     | Sieglinde Cadusch        | Schweiz        | 1,90     |
| 9     | Inna Gliznutsa           | Moldau         | 1,90     |
| 10    | Laura Sharpe             | Irland         | 1,85     |
| 10    | Antonella Bevilacqua     | Italien        | 1,85     |
| 10    | Donata Jancewicz         | Polen          | 1,85     |
| 13    | Erzsebet Fazekas         | Ungarn         | 1,85     |
| 14    | Natalia Jonckheere       | Belgien        | 1,85     |
| 15    | Debbie Marti             | Großbritannien | 1,85     |
| 16    | Níki Bakoyiánni          | Griechenland   | 1,80     |
| 17    | Lea Haggett              | Großbritannien | 1,75     |

## Finale

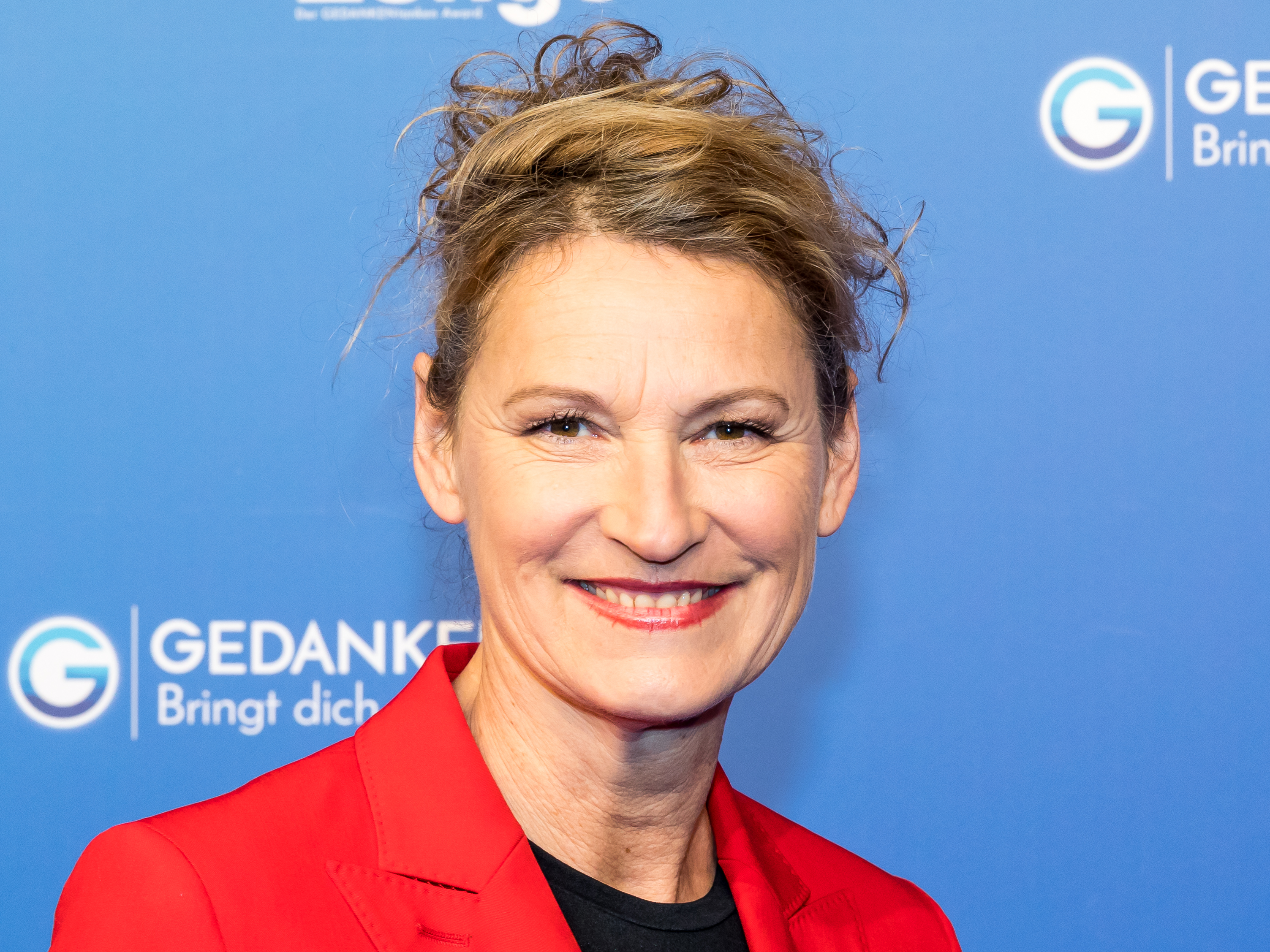
Die Titelverteidigerin und Olympiasiegerin von 1992 Heike Henkel kam auf den elften Platz

14. August 1994
| Platz | Name                     | Nation      | Höhe (m) | Versuchsserie der Medaillengewinnerinnen (m) | Versuchsserie der Medaillengewinnerinnen (m) | Versuchsserie der Medaillengewinnerinnen (m) | Versuchsserie der Medaillengewinnerinnen (m) | Versuchsserie der Medaillengewinnerinnen (m) | Versuchsserie der Medaillengewinnerinnen (m) | Versuchsserie der Medaillengewinnerinnen (m) | Versuchsserie der Medaillengewinnerinnen (m) |
| Platz | Name                     | Nation      | Höhe (m) | 1,80                                         | 1,85                                         | 1,90                                         | 1,93                                         | 1,96                                         | 1,98                                         | 2,00                                         | 2,02                                         |
| ----- | ------------------------ | ----------- | -------- | -------------------------------------------- | -------------------------------------------- | -------------------------------------------- | -------------------------------------------- | -------------------------------------------- | -------------------------------------------- | -------------------------------------------- | -------------------------------------------- |
| 1     | Britta Bilač             | Slowenien   | 2,00     | o                                            | o                                            | o                                            | o                                            | xxo                                          | xo                                           | o                                            | xxx                                          |
| 2     | Jelena Guljajewa         | Russland    | 1,96     | –                                            | o                                            | xo                                           | xo                                           | o                                            | xxx                                          |                                              |                                              |
| 3     | Nelė Žilinskienė         | Litauen     | 1,93     | o                                            | o                                            | o                                            | o                                            | xxx                                          |                                              |                                              |                                              |
| 4     | Inha Babakowa            | Ukraine     | 1,93     |                                              |                                              |                                              |                                              |                                              |                                              |                                              |                                              |
| 5     | Hanne Haugland           | Norwegen    | 1,93     |                                              |                                              |                                              |                                              |                                              |                                              |                                              |                                              |
| 6     | Heike Balck              | Deutschland | 1,93     |                                              |                                              |                                              |                                              |                                              |                                              |                                              |                                              |
| 7     | Swetlana Issaewa-Lessewa | Bulgarien   | 1,90     |                                              |                                              |                                              |                                              |                                              |                                              |                                              |                                              |
| 7     | Jelena Toptschina        | Russland    | 1,90     |                                              |                                              |                                              |                                              |                                              |                                              |                                              |                                              |
| 9     | Tazzjana Scheutschyk     | Belarus     | 1,90     |                                              |                                              |                                              |                                              |                                              |                                              |                                              |                                              |
| 10    | Sigrid Kirchmann         | Österreich  | 1,90     |                                              |                                              |                                              |                                              |                                              |                                              |                                              |                                              |
| 11    | Heike Henkel             | Deutschland | 1,85     |                                              |                                              |                                              |                                              |                                              |                                              |                                              |                                              |
| 11    | Zuzana Kováciková        | Tschechien  | 1,85     |                                              |                                              |                                              |                                              |                                              |                                              |                                              |                                              |

## Videolinks
- 5064 European Track & Field High Jump Britta Bilač, youtube.com, abgerufen am 4. Januar 2023
- 5069 European Track & Field High Jump Britta Bilač, youtube.com, abgerufen am 4. Januar 2023
- 5065 European Track & Field High Jump Yelena Gulyayeva, youtube.com, abgerufen am 4. Januar 2023